# Keetmanshoop-Stadt
Keetmanshoop-Stadt (englisch Keetmanshoop Urban) ist ein Wahlkreis in der Region ǁKharasKlicklaut im südlichen Namibia.
Der Wahlkreis Keetmanshoop-Stadt hat eine Gesamtbevölkerung von knapp 27.9000 Einwohnern (Stand 2023) auf einer Fläche von 524 km². Der Wahlkreis entspricht weitgehend der gleichnamigen Stadt Keetmanshoop, mit Ausnahme des Stadtteils Krönlein, der zum umliegenden Wahlkreis Keetmanshoop-Land (englisch Keetmanshoop Rural) gehört.

## Wahlen
| Wahl | Name              | Partei | Stimmenanteil |
| ---- | ----------------- | ------ | ------------- |
| 1992 | Ida ǃHa-Eiros     | SWAPO  | 56,4 %        |
| 1998 | Franziskus Basson | SWAPO  | 45,6 %        |
| 2004 | Hilma Nicanor     | SWAPO  | 49,2 %        |
| 2010 | Hilma Nicanor     | SWAPO  | 51,4 %        |
| 2015 | Hilma Nicanor     | SWAPO  | 71,1 %        |
| 2020 | Maxie Minnaar     | LPM    | 55,1 %        |